# Socialmedicin
 Der er for få eller ingen kildehenvisninger i denne artikel, hvilket er et problem. Du kan hjælpe ved at angive troværdige kilder til de påstande, som fremføres i artiklen.

Der findes ikke en entydig definition af hvad man forstår ved socialmedicin. I Danmark har socialmedicin traditionelt været læren om de sociale konsekvenser af sygdom, invaliditet og funktionsbegrænsninger og læren om hvordan samfundsforhold spiller ind på levekårene for individer der rammes af sygdom, invaliditet og funktionsbegrænsninger. Ligeledes har det omhandlet lægers praktiske arbejde i forhold til den sociale lovgivning og assistance til socialrådgivere, herunder samtale og undersøgelse af patienter med henblik på vurdering af deres funktionsevne og udstedelse af attester.
De fleste lægespecialer rummer socialmedicinske aspekter, da de næsten alle har grupper af patienter, der rammes af kroniske sygdomme, handicaps og begrænsninger i funktionsevnen.[kilde mangler]
Der er blevet undervist i socialmedicin på medicinstudiet siden 1920'erne og i 1969 oprettedes et professorat i socialmedicin.
I den engelsksprogede verden og udlandet i øvrigt forbindes begrebet ofte med forebyggelse, sundhedsfremme, statistik vedrørende sundhed og sygdom og sundhedspolitik med henblik på at udligne social ulighed i sundhed. Det hører i nogen grad også med til socialmedicinen i Danmark, men er tillige emner henhørende til folkesundhedsvidenskab og medicinsk sociologi.

## Socialmedicinske attester
De socialmedicinske attester er tilpassede den sociale lovgivning og har derfor ændret sig i årenes løb. 
Attesterne er det skriftlige kommunikationsmiddel mellem sundhedsvæsenets læger og de kommunale forvaltninger, der varetager arbejdet omkring tilkendelse af sociale ydelser relateret til sygdom, ulykker og lignende og ligeledes håndhæver lovgivningen på området. De første attester fra starten af det 20. århundrede drejede sig om oplysninger om patienters helbred til brug for arbejdsulykkesforsikring, invalideforsikring og optagelse i en sygekasse.
På nuværende tidspunkt (2022) anvendes hovedsageligt følgende attester:
LÆ 105: Journal (kopi af journal)
LÆ 125: Statusattest
LÆ 135: Specifik Helbredsattest
LÆ 145: Generel Helbredsattest